# هیرواکی ۶۹۷۵
سیارک ۶۹۷۵ (به انگلیسی: 6975 Hiroaki، نامگذاری:1992QM) شش هزار و نهصد و هفتاد و پنجمین سیارک کشف شده‌است که در ۲۵ اوت ۱۹۹۲ کشف شد.
قدر مطلق سیارک برابر ۱۲٫۵۰ است.